# علي سيدو الكوراني
علي سيدو الكوراني، هو كاتب ودبلوماسي ومترجم ولغوي.

## الحياة المُبكرة
ولد بمدينة عمان وهو ينتمي لقبيلة دودكان الكردية، من الفرع الذي يقطن في السهل المعروف ب(دشتا كوران) بين مدينتي ديار بكر وآرغني في كردستان التركية، وأسم قريتة لغري جاء جدة مع القوات التركية سنة 1880م الي بلدة السلط في الأردن التي فتحت فيها السلطات العثمانية أول مركز حكومي، وجعلت فيها قائمقاما وشرطة ودركًا، بلاضافة الي الدوائر الحكومية الأخرى، وكان جميع رجال الأمن فيها من الأكراد، توفي جده في السلط، ودفن بالقرب من قلعتها، وأسرته منذ ذللك الحين تُقيم في الأردن.

## التعليم
بدأ دراسته الابتدائية سنة 1916م في عمان بمدرسة افتتحها العثمانيون أول مرة سنة 1915م وجعلو التدريس فيها باللغة التركية، وفي سنة 1920م التحق بمدرسة إنجليزية في مدينة القدس تُدعى مدرسة المُطران غوبات، وتشتهر بمدرسة صهيون لوقوعها علي جبل يُدعى صهيون، وفي هذه المدرسة اكمل الصف الثاني الإعدادي، ثم التحق بمدرسة روضة المعارف الوطنية في القدس أيضًا، وأتم فيها تحصيله الثانوي، وفي نهاية عام 1914م التحق بالجامعة الامريكية في بيروت، وتخرج منها في 1928م بدرجة بكالوريوس في السياسة والأقتصاد، وكان أول أردني جامعي، وفي عام 1929م عُين أستاذاً للغة الإنجليزية في ثانوية عمان الحكومية، وبعد خمسة أعوام عُين سكرتيرًا للمجلس التشريعي الأردني، وفي عام 1938م نقل مديرًا لثانوية الكرك، وفي عام 1940م نقل مديرًا لثانوية عمان، فثانوية السلط في عام 1948م، ثم مديرًا لثانوية إربد، ولم يطل بقاؤه فيها غير شهرين، إذ جرى تعينه سكرتيرًا أولًا في وزارة الخارجية، ونُقل إلي جُده، وأصبح قائمًا بلأعمال للمفوضية الأردنية فيها سنة 1949م وتنقَّل في سفارات أنقرة ودمشق، وطالت خدمته في هذا السلك نحو خمسة عشرة سنة، ثم تقاعد علي رُتبة وزير مفوض سنة 1963م، خدمها في السعودية واليمن وأنقرة ودمشق، كتب خلأل هذه الفترة كتاب «من عمان إلي العمادية» تم طبع كُتيب عن التعليمات القنصلية الأردنية كان لفترة طويلة المرجع الوحيد لموظفي السلك القنصلي في المفوضيات والسفارات الأردنية، وإلي بعد ذلك التأليف والترجمة، ولايزال بعضها مخطوطًا.

## مؤلفاته

### ترجمة
- «الاكراد» لحسن أرفع -مترجم عن الإنجليزية
- و«رحلة بين الشُجعان» للصحفي الأمريكي دان شميث-مُترجم عن الإنجليزية
- «جُمهورية مهاباد الكُردية» للمستر أيجلتون دبلوماسي أمريكي- مُترجم عن الإنجليزية
- و«الأكراد» لتوماس بوا - مُترجم عن الإنجليزية، وقد علق عليه في كثير من المواضيع
- و«اللرولرستان» وقد نُشر العدد الثاني من المجلد الثاني في مجلة المجمع العلمي الكردي في بغداد سنة 1974م.
- و«مُشكلة الأقليم الشرقي في تركيا» مترجم عن التركية، لمؤلفه محمد أمين بوزارسلان
- «رحلة في ربوع اليمن في أُخريات عهد الإمام أحمد»[1]

### تأليف
- و«من عمان الي العمادية» أو، جولة في كردستان الجنوبية ط 1358ه
- و«القاموس الكردي الحديث كردي - عربي»، ط 1405ه[1]